# Armando Riquelme
Armando Riquelme Aqueveque es un violinista de concierto chileno.

## Biografía
Comienza sus estudios de violín a la edad de cinco años. Siete años más tarde entra a estudiar al Conservatorio de música de la Pontificia Universidad Católica de Valparaíso bajo la tutela de la maestra Heike Scharrer, destacándose por su talento que prontamente lo posicionó como concertino de la Orquesta Juvenil de esta institución. A los 16 años, Armando alcanza la máxima calificación en la competencia nacional organizada por la Fundación de Orquestas Juveniles e Infantiles de Chile (FOJI), obteniendo así la beca de estudios Jorge Peña Hen, que validó su interés por seguir el camino de la ejecución del violín. Una vez concluida su Enseñanza Media y estudios de Conservatorio, es admitido en la carrera de Interpretación Superior en Violín de la Pontificia Universidad Católica de Valparaíso. El año 2006 es Invitado por la National Youth Orchestra of Scotland (NYOS) como primer violín para su tour de verano bajo la conducción del director Rumano Nicolae Moldoveanu.
Paralelamente a sus estudios formales, Armando Riquelme ha recibido lecciones de muy destacados maestros del violín, tales como Francisco Quezada, Sergio Prieto, Cristóbal Urrutia, especialista en música barroca, y Tedi Papavrami, virtuoso solista Albanés.
Armando Riquelme es invitado a festivales musicales nacionales de gran importancia como intérprete de cámara y solista, tales como el Festival de Música Contemporánea Dr. Darwin Vargas, Temporada de Música Sacra PUC, Temporada Musical de Verano en Reñaca, Conciertos de Mediodía del Teatro Municipal de Santiago ,Festival de Música Barroca en Iquique, Temporada Musical Orquesta Sinfónica Universidad de La Serena entre otros. Cabe también destacar que Armando Riquelme se ha desempeñado como Concertino de las más destacadas agrupaciones orquestales de la V región, como la Camerata Amati PUCV ( 2004 ), Orquesta de Cámara de la PUCV (2004 - 2007), Orquesta de Cámara de la Universidad del Mar (2008), Orquesta Creamar (2010) por mencionar algunas.